# Асфоделовые (подсемейство)
Асфоделовые (лат. Asphodeloideae) — подсемейство однодольных растений, в системе APG III включённое в ранее считавшееся монотипным семейство Ксанторреевые (Xanthorrhoeaceae) порядка Спаржецветные, включающее в себя 14 родов и около 800 видов, распространённых в Африке, Средиземноморье, Центральной Азии. Род Bulbinella эндемичен для Новой Зеландии. Однако наибольшее разнообразие достигается в Южной Африке.
Формула цветка: {\displaystyle \ast P_{3+3}\;A_{3+3}\;G_{({\underline {3}})}}

## Роды
- Aloë L., 1753 — Алоэ
- Asphodeline Rchb., 1830 — Асфоделина
- Asphodelus L., 1753 typus[1] — Асфодель
- Astroloba Uitewaal, 1947
- Bulbine Wolf, 1776 — Бульбина
- Bulbinella Kunth, 1843 — Бульбинелла
- Chortolirion A.Berger, 1908
- Eremurus M.Bieb., 1810 — Эремурус
- Gasteria Duval, 1809 — Гастерия
- Gonialoe (Baker) Boatwr. & J.C.Manning
- Haworthia Duval, 1809 — Хавортия
- Jodrellia Baijnath, 1978
- Kniphofia Moench, 1794 — Книпхофия
- Lomatophyllum Willd., 1811 — Ломатофиллум
- Poellnitzia Uitewaal, 1940
- Trachyandra Kunth, 1843 — Трахиандра